# Dicranota gracilipes
Dicranota (Paradicranota) gracilipes là một loài ruồi trong họ Pediciidae. Chúng phân bố ở vùng sinh thái Palearctic.